# Zsuzsanna Budapest
Pour les articles homonymes, voir Budapest (homonymie).
 (octobre 2022).
Si vous disposez d'ouvrages ou d'articles de référence ou si vous connaissez des sites web de qualité traitant du thème abordé ici, merci de compléter l'article en donnant les références utiles à sa vérifiabilité et en les liant à la section « Notes et références ».
Zsuzsanna E. Budapest est le nom de plume de Zsuzsanna Emese Mokcsay, née à Budapest le 30 janvier 1940), auteure américaine d'origine hongroise, connue pour ses livres traitant de spiritualité féministe et de la Wicca dianique dont elle est une fondatrice.

## Biographie
Zsuzsanna Budapest est la fille de Masika Szilagyi, une voyante et sculptrice hongroise qui se réclame d'une lignée de sorcières. En 1956, avec l'Insurrection de Budapest, elle quitte la Hongrie pour l'Autriche puis les États-Unis. Elle étudie les langues à l'Université de Chicago, se marie et a deux enfants.
En 1970, elle découvre le Women's Lib et devient féministe, tout en se consacrant au paganisme. Elle s'installe en Californie où elle fonde en 1971 à Venice le premier coven féministe, le Susan B. Anthony Coven Number l, nommé d'après une militante américaine pour le vote des femmes.  En 1976, elle écrit son premier livre, The Feminist Book of Lights and Shadows. Elle s'installe en 1979 à San Francisco. 
Elle crée une nouvelle tradition de la Wicca appelée la Wicca dianique, fondée sur le culte de la Grande Déesse et sur des covens exclusivement féminins. Ils accueillent des femmes de toute orientation sexuelle, Zsuzsanna Budapest étant elle-même lesbienne.
Influencés par Gerald Gardner, Charles Godfrey Leland et Jane Ellen Harrison, ses livres ont à leur tour influencé des auteures féministes s'intéressant à la Wicca ou aux mythes féminins, comme Starhawk ou Clarissa Pinkola Estés.